# Алан Озоріо да Коста Сілва
Алан Озоріо да Коста Сілва (порт. Alan Osório da Costa Silva, нар. 19 вересня 1979, Салвадор) — бразильський футболіст, що грав на позиціях нападника та флангового півзахисника за низку клубів, насамперед за португальску «Брагу».

## Ігрова кар'єра
Народився 19 вересня 1979 року в місті Салвадор. Вихованець футбольної школи «Іпатінги». Дорослу футбольну кар'єру розпочав 2000 року в основній команді того ж клубу, в якій провів один сезон, проте за основну команду в чемпіонаті так і не дебютував.
Своєю грою привернув увагу представників тренерського штабу португальського «Марітіму», до складу якого приєднався 2001 року. Відіграв за клуб Фуншала наступні чотири сезони своєї ігрової кар'єри. Більшість часу, проведеного у складі «Марітіму», був основним гравцем команди.
Влітку 2005 року уклав контракт з клубом «Порту», у складі якого провів наступні два роки своєї кар'єри гравця, вигравши за цей час два чемпіонати Португалії та по одному кубку та суперкубку країни. Протягом сезону 2007–08 років на правах оренди захищав кольори «Віторії» (Гімарайнш).
До складу клубу «Брага» приєднався 2008 року. З часом став капітаном цієї команди. У складі клубу ставав срібним призером чемпіонату та фіналістом Ліги Європи. 2013 року забив єдиний м'яч у фіналі кубка португальської ліги, допомігши клубу виграти свій перший з 1966 року трофей. Загалом за дев'ять сезонів відіграв за клуб з Браги понад 230 матчів в національному чемпіонаті, забивши 34 голи, після чого 2017 року оголосив про завершення ігрової кар'єри.

## Досягнення
- Чемпіон Португалії (2):

Порту: 2005-06, 2006-07
- Володар Кубка Португалії (2):

Порту: 2005-06
Брага: 2015-16
- Володар Суперкубка Португалії (1):

Порту: 2006
- Володар Кубку португальської ліги (1):

Брага: 2012-13